# لیندا لاسن
لیندا لاسن (انگلیسی: Linda Lawson؛ زادهٔ ۱۴ ژانویهٔ ۱۹۳۶ – ۱۸ مهٔ ۲۰۲۲) بازیگر و خواننده اهل ایالات متحده آمریکا بود.
از فیلم‌ها یا مجموعه‌های تلویزیونی که وی در آن‌ها نقش داشته‌است، می‌توان به بن کیسی، ماوریک، آلفرد هیچکاک تقدیم می‌کند، بونانزا، ویرجینیایی، اجاره‌نشین‌ها، بخش فوریت‌های پزشکی اشاره نمود.